# Академія наук Естонії
Акаде́мія нау́к Есто́нії, Естонська академія наук (ест. Eesti Teaduste Akadeemia) — естонська державна академія наук, центральна наукова інституція країни.
Метою академії проголошено просування наукових досліджень та розвиток міжнародного наукового співтовариства, поширення знань серед громадськості. На червень 2006 року в Академії 57 повних членів та 15 іноземних членів. З листопада 2004 року президентом Академії є Ріхард Віллемс, біолог з Університету Тарту.

## Історія
Академію було засновано 1938 року як наукове товариство. Після окупації Естонії радянськими військами 17 липня 1940 року Академію було розпущено.
У червні 1945 року її реорганізовано в Академію наук Естонської РСР (ест. Eesti Nõukogude Sotsialistliku Vabariigi Teaduste Akadeemia). У радянський час вона складалася з центральної бібліотеки та чотирьох підрозділів, що охоплювали 15 наукових інститутів та інші наукові товариства і музеї. У квітні 1989 року, за два з половиною роки до відновлення Естонією незалежності, Академія отримала свою колишню назву  Естонської академії наук . Водночас академія була реструктуризована.

## Підрозділи
Академія має чотири підрозділи:
- Підрозділ астрономії та фізики (ест. Astronoomia ja füüsika osakond)
- Підрозділ інформатики та інженерії (ест. Informaatika ja tehnikateaduste osakond)
- Підрозділ біології, геології та хімії (ест. Bioloogia, geoloogia ja keemia osakond)
- Підрозділ гуманітарних та суспільних наук (ест. Humanitaar-ja sotsiaalteaduste osakond)

## Асоційовані з Академією наук інститути, товариства та об'єднання

### Заклади
- Тартуська обсерваторія
- Інститут екології Талліннського університету
- Академічна бібліотека Талліннського університету
- Інститут естонської мови
- Естонський літературний музей
- Інститут міжнародних та соціальних досліджень Талліннського університету
- Естонський національний музей
- Їгеваський інститут сортової селекції

### Товариства та об'єднання
- Естонське товариство дослідників природи
- Естонське товариство географії
- Естонське товариство дослідження рідного краю
- Естонське товариство рідної мови
- Естонське об'єднання наукової історії та наукової філософії
- Естонське наукове товариство в Швеції
- Естонське літературне товариство
- Естонське товариство викладачів (найстаріше наукове товариство Естонії, засноване в році 1838)
- Естонське товариство музичних наук
- Естонське товариство фізики
- Естонське товариство інженерів-будівельників
- Естонське товариство біохімії
- Естонське товариство семіотики
- Естонське товариство хімії
- Естонське товариство генетики людини
- Естонське товариство економічних наук
- Естонське академічне товариство релігієзнавства.

Всі асоційовані установи і товариства подають звіти про свою діяльність Академії, і публікують їх у щорічниках Академії.

## Місцезнаходження
Академія розташована на вулиці Кохту в Таллінні. Її будівля, що також зветься палацом Унгерн-Штернберга, побудована 1865 року німецьким архітектором Мартіном Гропіусом.

## Президенти
- 1946–1950 — Ганс Крус
- 1950–1968 — Йоган Ейхфельд
- 1968–1973 — Арнольд Веймер
- 1973–1990 — Карл Ребане
- 1990–1994 — Арно Кеерна
- 1994–2004 — Юрі Енгельбрехт
- з 2004 року — Ріхард Віллемс